# Dell’Orto
Dell’Orto, auch DellOrto, ist ein italienisches Unternehmen, das 1933 von Gaetano Dell’Orto und seinen Söhnen in Cabiate gegründet wurde und bis heute weltweit Vergaser sowie Einspritzanlagen für Kraftfahrzeuge herstellt. Dell’Orto war von den 1960er bis zu den 1980er Jahren der größte Anbieter für Motorradvergaser in Europa; heute arbeitet das Unternehmen eng mit Bosch und Mikuni zusammen.

## Geschichte und Produkte
Der erste Vergaser von Dell’Orto war der Typ SC 26, der 1933 auf dem Markt angeboten wurde. Die nächsten Vergasertypen wurden in den 1950er Jahren für die italienische Motorradindustrie zum Standard: Aprilia, Benelli, Ducati, Laverda, Moto Guzzi, MV Agusta, Piaggio, aber auch Hersteller von Kleinkrafträdern, Mopeds und Mofas. Deutsche Hersteller wie BMW verwendeten ebenfalls Rundschiebervergaser von Dell’Orto, so in der BMW R 90 S. Die letzten Dell’Orto-Vergaser in Motorrädern mit Zweitaktmotor gab es bei der Aprilia RS 125 bis 2012 – neuere Motorradmodelle haben Benzineinspritzung, um die Euro-3-Abgasnorm zu erfüllen.
Mitte der 1960er Jahre lieferte Dell’Orto Vergaser nicht nur für Motorräder und für die Autoindustrie, zum Beispiel für Innocenti, Alfa Romeo, Ford, Lotus, Lancia, Fiat, u. a. auch Citroën 2CV, sondern außerdem für die Hersteller von Kettensägen und Generatoren. Anfang der 1990er Jahre entwickelte Dell’Orto elektronisch gesteuerte Vergasersysteme und Einspritzanlagen für Aprilia und BMW (BMW S 1000 RR).
Erwähnenswert ist Dell’Orto als OEM-Lieferant der Vergaser für Millionen der handgeschalteten Vesparoller von Piaggio (z. B. die UB-, TA-, SHB-, SHBC- und SI-Serie, wobei die SI-Fallstrom-Flachschiebervergaser exklusiv für die Vespas konstruiert und hergestellt wurden). SPACO TECHNOLOGIES PVT LTD in Indien fertigt teilweise die SI-Vergaser unter Dell’Orto-Lizenz immer noch.
Heute ist Dell’Orto alleiniger lizenzierter Anbieter für die Zündungs- bzw. Einspritzsteuerung (ECU) der Moto3-Motorräder für die Motorrad-Weltmeisterschaft.

## Typen
Dell'Ortos Sortiment umfasst Vergasertypen von 9 mm (SHA) bis 42 mm (PHB) Durchmesser.

## Bilder

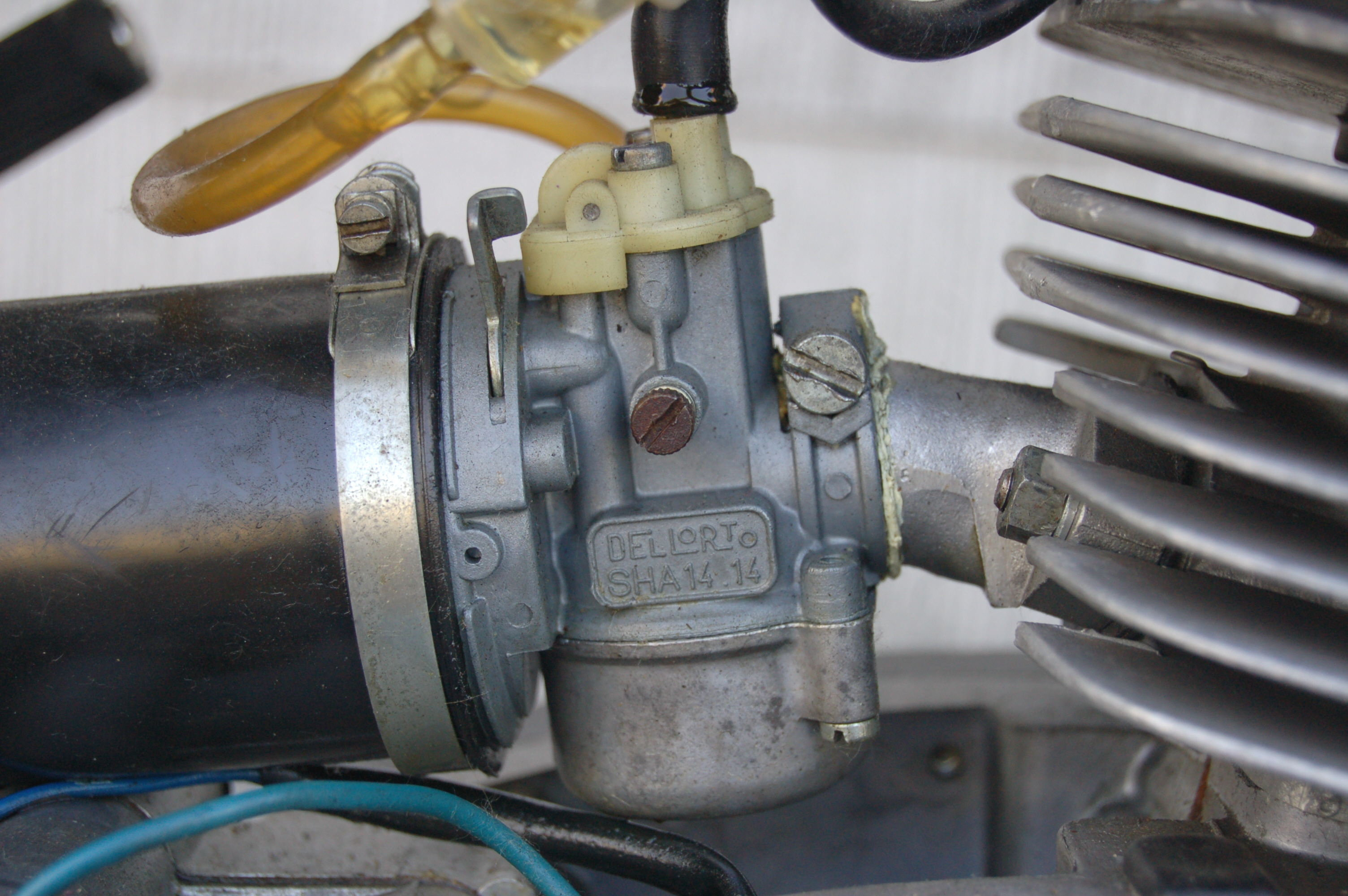
SHA 14/14
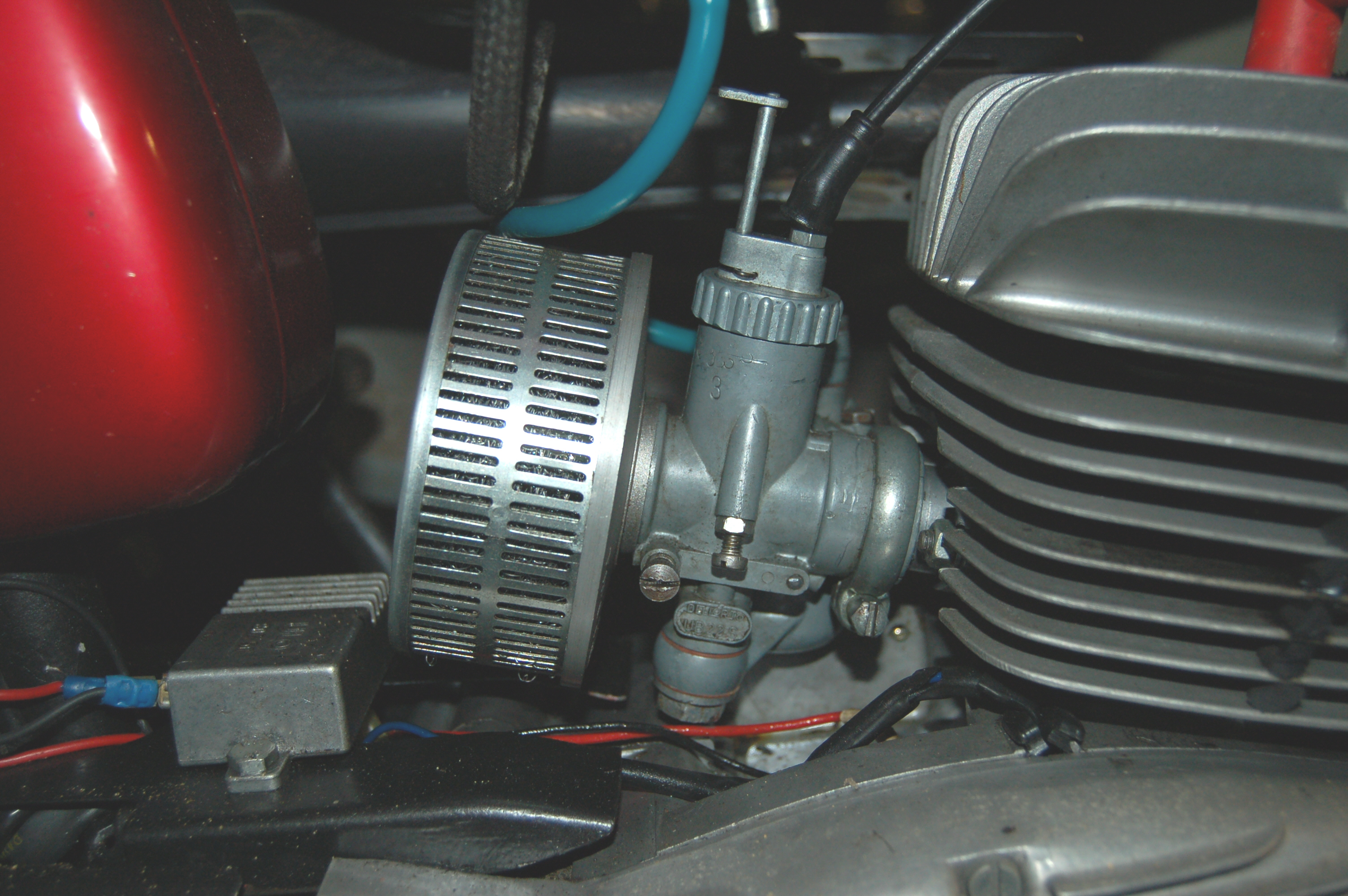
UB 22S
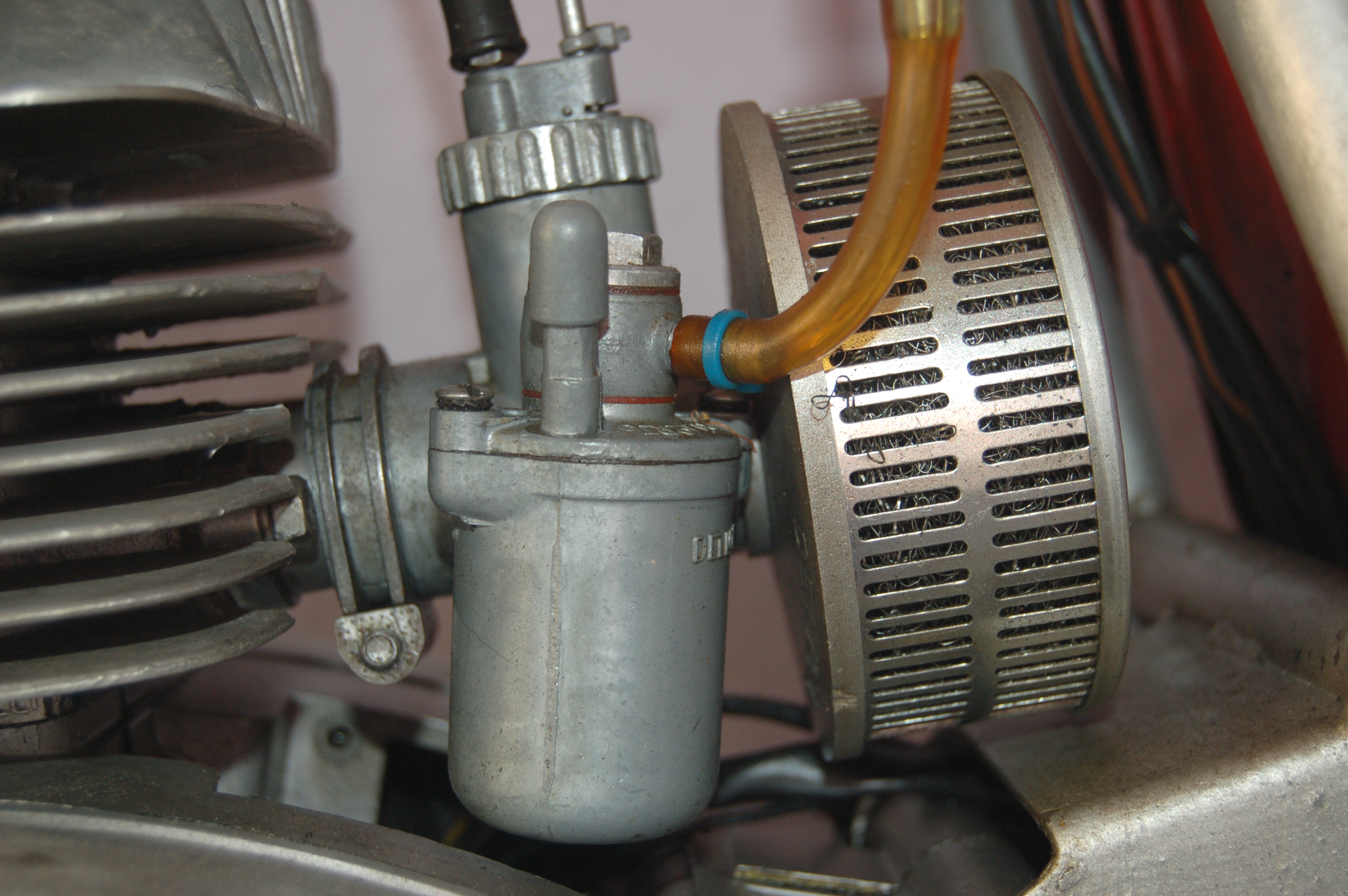
UB 24S2
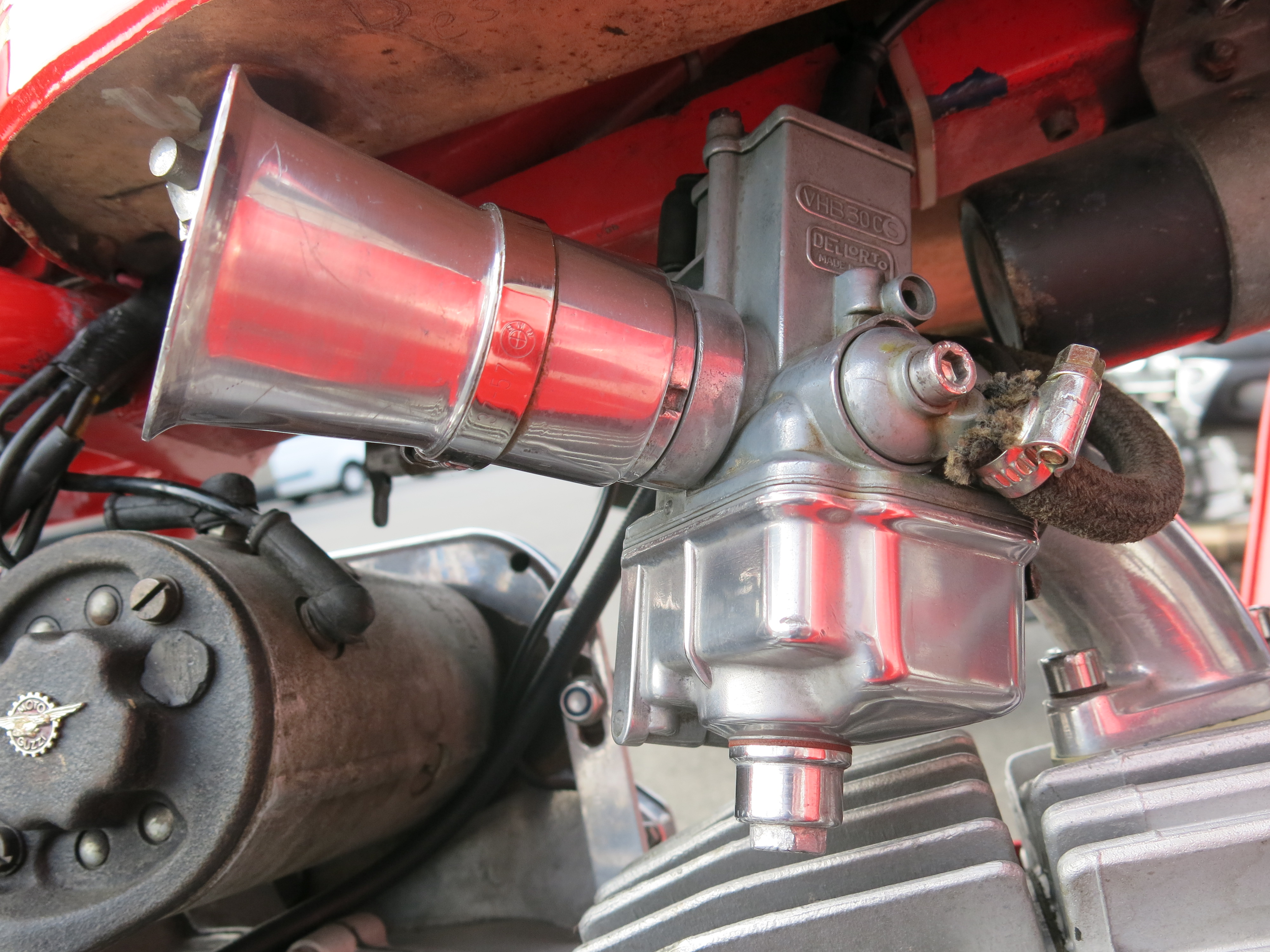
VHB 30C
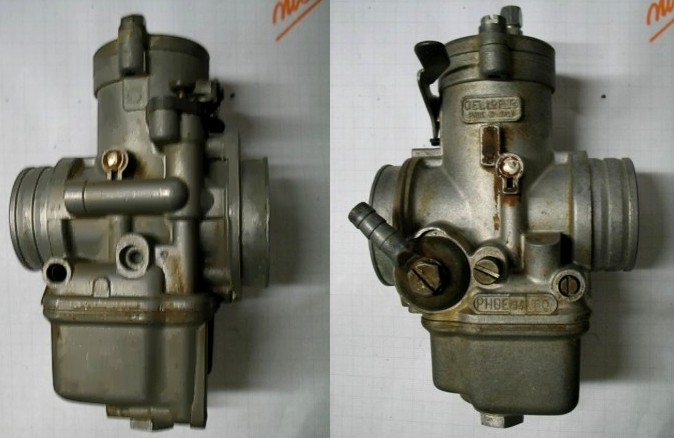
PHBE 34 RD